# Stella Parton
Stella Parton (Sevierville (Tennessee), 4 mei 1949) is een Amerikaanse countryzangeres en tekstschrijfster.
Ze is de zus van countrymuziekicoon Dolly Parton en zakenman Randy Parton. Zonder de hulp van haar zus werd Stella Parton een succesvolle Countryzangeres in de late jaren zeventig. Haar grootste hit was I want to hold you in my dreams tonight in 1975.
Parton werd in 2006 opgenomen in America's Old Time Country Music Hall of Fame.
- Bibsys: 12006374
- Gemeinsame Normdatei: 1022911392
- International Standard Name Identifier: 0000 0000 3270 2307
- Library of Congress Control Number: n91028881
- MusicBrainz: 83c0c030-6915-4ff6-8cee-89945696ce75
- Virtual International Authority File: 16402253
- WorldCat: E39PBJx4tKWGp8vGBJDThjbDbd